# Ляйснер, Эмми

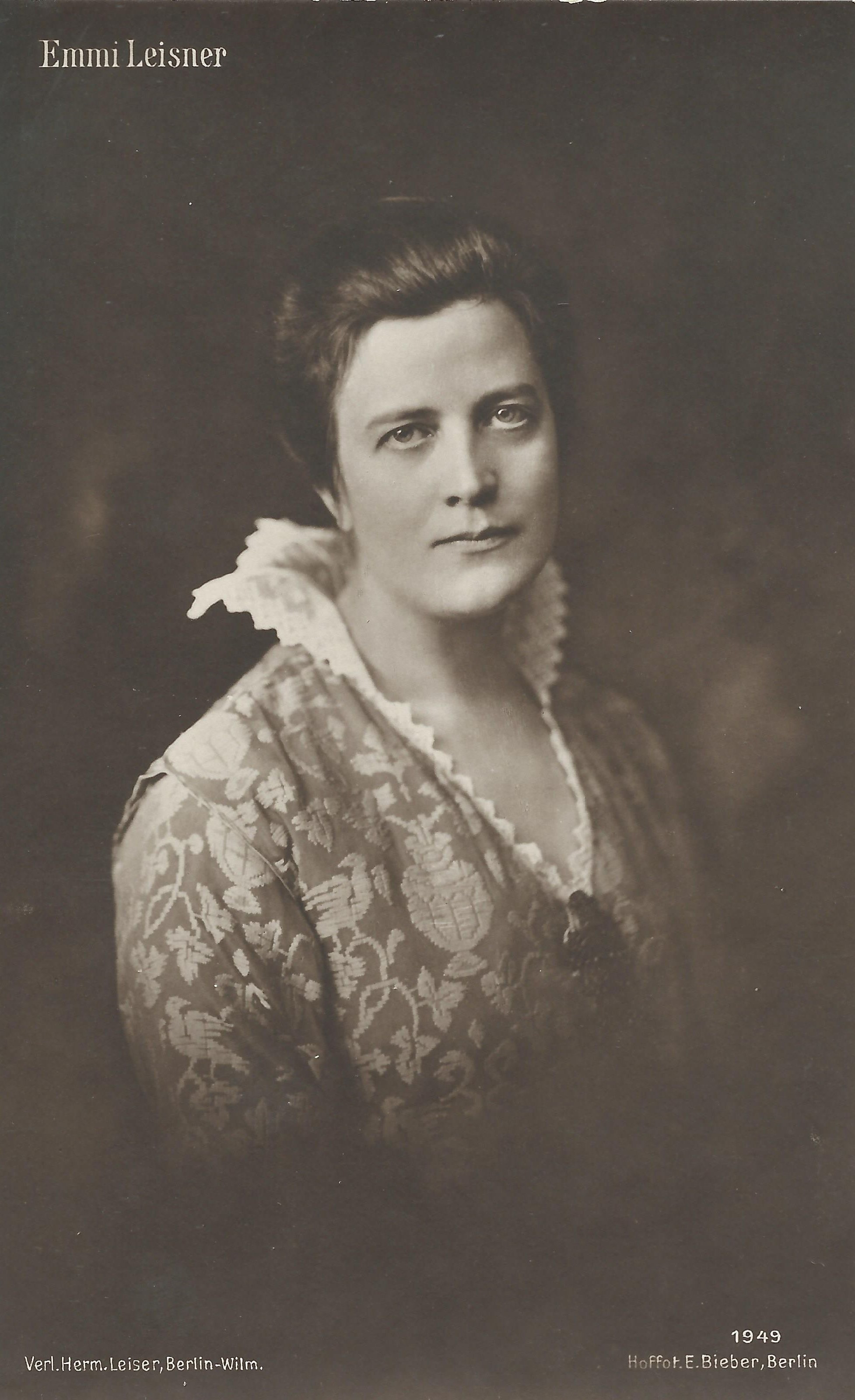
Эмми Ляйснер. Фото 1949 г.

Э́мми Ля́йснер, Лейснер, Лайснер (Emmi Leisner) (8.8.1885, Фленсбург – 11.1.1958, там же) — немецкая певица (контральто, меццо-сопрано). Почётное звание «каммерзенгерин».

## Очерк биографии и творчества
Эмми Ляёснер начинала карьеру как концертная певица — дебютировала в 1911 году в Берлине, гастролировала с лейпцигским «Томанерхором» под управлением К. Штраубе. Брала уроки вокала в Берлине у Х. Бреест. На оперной сцене дебютировала в 1912 г. в Дрездене (Эвридика в опере «Орфей и Эвридика» К. В. Глюка). В 1913–1921 гг. солистка Берлинской придворной оперы (с 1918 – Берлинской государственной оперы), в 1923–1925 гг. — Немецкой оперы в Берлине. В 1925 году участвовала в Байройтском фестивале (Эрда и Вальтраута в «Кольце нибелунга»). 
Во 2-й половине 1920-х гг. покинула оперную сцену, до начала 1950-х гг. гастролировала как концертная певица во многих городах Европы. В 1944 г. как один из наиболее значительных деятелей искусства Третьего рейха была внесёна в Gottbegnadeten-Liste.
Прославилась интерпретациями сольных партий в Мессе си минор, «Страстях по Матфею», кантат И. С. Баха, арий из опер и ораторий Г. Ф. Генделя. В камерном репертуаре (песни Л. ван Бетховена, Р. Шумана, И. Брамса, П. Корнелиуса, Х. Вольфа и других) часто пела в ансамбле с М. Раухайзеном. Выступала на концертной сцене до 1951 года.
Сохранились многие аудиозаписи начиная с 1914 года. Среди компиляций — 2 CD «The art of Emmi Leisner» (лейбл Preiser / Lebendige Vergangenheit, 1994). В России сольный LP-альбом Э. Ляйснер (Лайснер) был выпущен на фирме Мелодия в серии «Музыкальное наследие. Исполнительское искусство» в 1985 году.
На ее родине, в городе Фленсбург ее именем названа улица.
Сестра Эмми Ляйснер — немецкая и американская певица Тира Хаген-Лейснер (1886–1938).